# Giải vô địch bóng đá nữ thế giới 2023 (vòng đấu loại trực tiếp)
Vòng đấu loại trực tiếp của giải vô địch bóng đá nữ thế giới 2023 là giai đoạn thứ hai và cuối cùng của giải đấu sau vòng bảng. Vòng đấu này bắt đầu vào ngày 5 tháng 8 với vòng 16 đội và kết thúc vào ngày 20 tháng 8 với trận chung kết được diễn ra tại Sân vận động Australia ở Sydney, Úc.
Hai đội tuyển đứng đầu mỗi bảng (tổng cộng 16 đội) giành quyền vào vòng đấu loại trực tiếp để thi đấu dưới hình thức loại trực tiếp. Trận play-off tranh hạng 3 cũng sẽ được diễn ra giữa hai đội thua của trận bán kết.
Tất cả trận đấu được liệt kê theo giờ địa phương.

## Thể thức
Trong vòng đấu loại trực tiếp, nếu trận đấu kết thúc ở 90 phút với tỉ số hòa, hiệp phụ sẽ được diễn ra (hai hiệp, mỗi hiệp 15 phút không có nghỉ giữa giờ), mỗi đội tuyển được cho phép cầu thủ thứ sáu thay thế. Nếu hai đội vẫn hòa sau hiệp phụ, trận đấu sẽ được quyết định bằng loạt sút luân lưu để xác định đội thắng cuộc.

## Các đội tuyển vượt qua vòng bảng
Hai đội tuyển đứng nhất và nhì của mỗi bảng đủ điều kiện cho vòng đấu loại trực tiếp.
| Bảng | Đội tuyển đứng nhất bảng | Đội tuyển đứng nhì bảng |
| ---- | ------------------------ | ----------------------- |
| A    | Thụy Sĩ                  | Na Uy                   |
| B    | Úc                       | Nigeria                 |
| C    | Nhật Bản                 | Tây Ban Nha             |
| D    | Anh                      | Đan Mạch                |
| E    | Hà Lan                   | Hoa Kỳ                  |
| F    | Pháp                     | Jamaica                 |
| G    | Thụy Điển                | Nam Phi                 |
| H    | Colombia                 | Maroc                   |

## Sơ đồ
|  | Vòng 16 đội             | Vòng 16 đội              |                          |       | Tứ kết        | Tứ kết        |                       |                       | Bán kết | Bán kết |  |  | Chung kết | Chung kết |
|  |                         |                          |                          |       |               |               |                       |                       |         |         |  |  |           |           |
|  | 5 tháng 8 – Auckland    |                          |                          |       |               |               |                       |                       |         |         |  |  |           |           |
|  |                         |                          |                          |       |               |               |                       |                       |         |         |  |  |           |           |
|  | Thụy Sĩ                 | 1                        |                          |       |               |               |                       |                       |         |         |  |  |           |           |
|  | Thụy Sĩ                 | 1                        | 11 tháng 8 – Wellington  |       |               |               |                       |                       |         |         |  |  |           |           |
|  | Tây Ban Nha             | 5                        |                          |       |               |               |                       |                       |         |         |  |  |           |           |
|  | Tây Ban Nha             | 5                        | Tây Ban Nha (s.h.p.)     | 2     |               |               |                       |                       |         |         |  |  |           |           |
|  | 6 tháng 8 – Sydney (Úc) |                          | Tây Ban Nha (s.h.p.)     | 2     |               |               |                       |                       |         |         |  |  |           |           |
|  |                         | Hà Lan                   | 1                        |       |               |               |                       |                       |         |         |  |  |           |           |
|  | Hà Lan                  | Hà Lan                   | 1                        | 2     |               |               |                       |                       |         |         |  |  |           |           |
|  | Hà Lan                  |                          | 15 tháng 8 – Auckland    | 2     |               |               |                       |                       |         |         |  |  |           |           |
|  | Nam Phi                 | 0                        |                          |       |               |               |                       |                       |         |         |  |  |           |           |
|  | Nam Phi                 | 0                        | Tây Ban Nha              | 2     |               |               |                       |                       |         |         |  |  |           |           |
|  | 5 tháng 8 – Wellington  |                          | Tây Ban Nha              | 2     |               |               |                       |                       |         |         |  |  |           |           |
|  |                         | Thụy Điển                | 1                        |       |               |               |                       |                       |         |         |  |  |           |           |
|  | Nhật Bản                | Thụy Điển                | 1                        | 3     |               |               |                       |                       |         |         |  |  |           |           |
|  | Nhật Bản                | 11 tháng 8 – Auckland    |                          | 3     |               |               |                       |                       |         |         |  |  |           |           |
|  | Na Uy                   | 1                        |                          |       |               |               |                       |                       |         |         |  |  |           |           |
|  | Na Uy                   | 1                        | Nhật Bản                 | 1     |               |               |                       |                       |         |         |  |  |           |           |
|  | 6 tháng 8 – Melbourne   |                          | Nhật Bản                 | 1     |               |               |                       |                       |         |         |  |  |           |           |
|  |                         | Thụy Điển                | 2                        |       |               |               |                       |                       |         |         |  |  |           |           |
|  | Thụy Điển (p)           | Thụy Điển                | 2                        | 0 (5) |               |               |                       |                       |         |         |  |  |           |           |
|  | Thụy Điển (p)           |                          | 20 tháng 8 – Sydney (Úc) | 0 (5) |               |               |                       |                       |         |         |  |  |           |           |
|  | Hoa Kỳ                  | 0 (4)                    |                          |       |               |               |                       |                       |         |         |  |  |           |           |
|  | Hoa Kỳ                  | 0 (4)                    | Tây Ban Nha              | 1     |               |               |                       |                       |         |         |  |  |           |           |
|  | 7 tháng 8 – Sydney (Úc) |                          | Tây Ban Nha              | 1     |               |               |                       |                       |         |         |  |  |           |           |
|  |                         | Anh                      | 0                        |       |               |               |                       |                       |         |         |  |  |           |           |
|  | Úc                      | Anh                      | 0                        | 2     |               |               |                       |                       |         |         |  |  |           |           |
|  | Úc                      | 12 tháng 8 – Brisbane    |                          | 2     |               |               |                       |                       |         |         |  |  |           |           |
|  | Đan Mạch                | 0                        |                          |       |               |               |                       |                       |         |         |  |  |           |           |
|  | Đan Mạch                | 0                        | Úc (p)                   | 0 (7) |               |               |                       |                       |         |         |  |  |           |           |
|  | 8 tháng 8 – Adelaide    |                          | Úc (p)                   | 0 (7) |               |               |                       |                       |         |         |  |  |           |           |
|  |                         | Pháp                     | 0 (6)                    |       |               |               |                       |                       |         |         |  |  |           |           |
|  | Pháp                    | Pháp                     | 0 (6)                    | 4     |               |               |                       |                       |         |         |  |  |           |           |
|  | Pháp                    |                          | 16 tháng 8 – Sydney (Úc) | 4     |               |               |                       |                       |         |         |  |  |           |           |
|  | Maroc                   | 0                        |                          |       |               |               |                       |                       |         |         |  |  |           |           |
|  | Maroc                   | 0                        | Úc                       | 1     |               |               |                       |                       |         |         |  |  |           |           |
|  | 7 tháng 8 – Brisbane    |                          | Úc                       | 1     |               |               |                       |                       |         |         |  |  |           |           |
|  |                         | Anh                      | 3                        |       | Tranh hạng ba | Tranh hạng ba |                       |                       |         |         |  |  |           |           |
|  | Anh (p)                 | Anh                      | 3                        | 0 (4) | Tranh hạng ba | Tranh hạng ba |                       |                       |         |         |  |  |           |           |
|  | Anh (p)                 | 12 tháng 8 – Sydney (Úc) | 12 tháng 8 – Sydney (Úc) | 0 (4) |               |               | 19 tháng 8 – Brisbane | 19 tháng 8 – Brisbane |         |         |  |  |           |           |
|  | Nigeria                 | 12 tháng 8 – Sydney (Úc) | 12 tháng 8 – Sydney (Úc) | 0 (2) |               |               | 19 tháng 8 – Brisbane | 19 tháng 8 – Brisbane |         |         |  |  |           |           |
|  | Nigeria                 | Anh                      | 2                        | 0 (2) | Thụy Điển     | 2             |                       |                       |         |         |  |  |           |           |
|  | 8 tháng 8 – Melbourne   | Anh                      | 2                        |       | Thụy Điển     | 2             |                       |                       |         |         |  |  |           |           |
|  |                         | Colombia                 | 1                        |       | Úc            | 0             |                       |                       |         |         |  |  |           |           |
|  | Colombia                | Colombia                 | 1                        | 1     | Úc            | 0             |                       |                       |         |         |  |  |           |           |
|  | Colombia                |                          |                          | 1     |               |               |                       |                       |         |         |  |  |           |           |
|  | Jamaica                 | 0                        |                          |       |               |               |                       |                       |         |         |  |  |           |           |
|  | Jamaica                 | 0                        |                          |       |               |               |                       |                       |         |         |  |  |           |           |

## Vòng 16 đội

### Thụy Sĩ vs Tây Ban Nha
| Thụy Sĩ             | 1–5      | Tây Ban Nha                                                 |
| ------------------- | -------- | ----------------------------------------------------------- |
| - Codina 11' (l.n.) | Chi tiết | - Bonmatí 5', 36' - Redondo 17' - Codina 45' - Jennifer 70' |

| Thụy Sĩ | Tây Ban Nha |

| GK               | 1  | Gaëlle Thalmann        |     |     |
| RB               | 19 | Eseosa Aigbogun        |     | 46' |
| CB               | 5  | Noelle Maritz          |     |     |
| CB               | 2  | Julia Stierli          | 73' |     |
| LB               | 8  | Nadine Riesen          |     | 84' |
| DM               | 13 | Lia Wälti (c)          |     |     |
| CM               | 11 | Coumba Sow             |     | 46' |
| CM               | 6  | Géraldine Reuteler     |     | 46' |
| RF               | 9  | Ana Maria Crnogorčević |     |     |
| CF               | 10 | Ramona Bachmann        |     |     |
| LF               | 17 | Seraina Piubel         |     | 75' |
| Thay người:      |    |                        |     |     |
| MF               | 16 | Sandrine Mauron        |     | 46' |
| FW               | 22 | Meriame Terchoun       |     | 46' |
| DF               | 18 | Viola Calligaris       |     | 46' |
| FW               | 20 | Fabienne Humm          |     | 75' |
| DF               | 3  | Lara Marti             |     | 84' |
| Huấn luyện viên: |    |                        |     |     |
| Inka Grings      |    |                        |     |     |

| GK               | 23 | Cata Coll            |  |     |
| RB               | 12 | Oihane Hernández     |  |     |
| CB               | 4  | Irene Paredes        |  |     |
| CB               | 14 | Laia Codina          |  |     |
| LB               | 2  | Ona Batlle           |  |     |
| DM               | 3  | Teresa Abelleira     |  | 64' |
| CM               | 6  | Aitana Bonmatí       |  | 77' |
| CM               | 10 | Jennifer Hermoso     |  | 77' |
| RF               | 17 | Alba Redondo         |  |     |
| CF               | 9  | Esther González (c)  |  | 64' |
| LF               | 18 | Salma Paralluelo     |  | 84' |
| Thay người:      |    |                      |  |     |
| FW               | 15 | Eva Navarro          |  | 64' |
| MF               | 16 | María Pérez          |  | 64' |
| MF               | 7  | Irene Guerrero       |  | 77' |
| FW               | 11 | Alexia Putellas      |  | 77' |
| FW               | 22 | Athenea del Castillo |  | 84' |
| Huấn luyện viên: |    |                      |  |     |
| Jorge Vilda      |    |                      |  |     |

| Cầu thủ xuất sắc của trận đấu: Aitana Bonmatí (Tây Ban Nha) Trợ lý trọng tài: Michelle O'Neill (Cộng hòa Ireland) Franca Overtoom (Hà Lan) Trọng tài thứ tư: Ivana Martinčić (Croatia) Trợ lý trọng tài dự bị: Sanja Rođak-Karšić (Croatia) Trọng tài video: Marco Fritz (Đức) Trợ lý trọng tài video: Pol van Boekel (Hà Lan) Trợ lý trọng tài video (việt vị): Ella De Vries (Bỉ) |

### Nhật Bản vs Na Uy
| Nhật Bản                                      | 3–1      | Na Uy        |
| --------------------------------------------- | -------- | ------------ |
| - Engen 15' (l.n.) - Shimizu 50' - Hinata 81' | Chi tiết | - Reiten 20' |

| Nhật Bản | Na Uy |

| GK               | 1  | Yamashita Ayaka  |  |     |
| CB               | 12 | Takahashi Hana   |  |     |
| CB               | 4  | Kumagai Saki (c) |  |     |
| CB               | 3  | Minami Moeka     |  |     |
| RM               | 2  | Shimizu Risa     |  |     |
| CM               | 14 | Hasegawa Yui     |  |     |
| CM               | 10 | Nagano Fuka      |  |     |
| LM               | 13 | Endo Jun         |  |     |
| RF               | 7  | Miyazawa Hinata  |  |     |
| CF               | 11 | Tanaka Mina      |  | 72' |
| LF               | 15 | Fujino Aoba      |  |     |
| Thay người:      |    |                  |  |     |
| FW               | 9  | Ueki Riko        |  | 72' |
| Huấn luyện viên: |    |                  |  |     |
| Ikeda Futoshi    |    |                  |  |     |

| GK               | 23 | Aurora Mikalsen        |  |     |
| RB               | 13 | Thea Bjelde            |  | 88' |
| CB               | 6  | Maren Mjelde (c)       |  |     |
| CB               | 16 | Mathilde Harviken      |  |     |
| LB               | 4  | Tuva Hansen            |  | 74' |
| DM               | 8  | Vilde Bøe Risa         |  | 63' |
| CM               | 7  | Ingrid Syrstad Engen   |  |     |
| CM               | 11 | Guro Reiten            |  |     |
| RF               | 10 | Caroline Graham Hansen |  |     |
| CF               | 22 | Sophie Román Haug      |  |     |
| LF               | 20 | Emilie Haavi           |  | 63' |
| Thay người:      |    |                        |  |     |
| MF               | 18 | Frida Maanum           |  | 63' |
| FW               | 9  | Karina Sævik           |  | 63' |
| FW               | 14 | Ada Hegerberg          |  | 74' |
| DF               | 3  | Sara Hørte             |  | 88' |
| Huấn luyện viên: |    |                        |  |     |
| Hege Riise       |    |                        |  |     |

| Cầu thủ xuất sắc của trận đấu: Miyazawa Hinata (Nhật Bản) Trợ lý trọng tài: Neuza Back (Brasil) Leila Moreira da Cruz (Brasil) Trọng tài thứ tư: Katia García (México) Trợ lý trọng tài dự bị: Enedina Caudillo (México) Trọng tài video: Daiane Muniz dos Santos (Brasil) Trợ lý trọng tài video: Nicolás Gallo (Colombia) Trợ lý trọng tài video (việt vị): Mariana de Almeida (Argentina) |

### Hà Lan vs Nam Phi
| Hà Lan                       | 2–0      | Nam Phi |
| ---------------------------- | -------- | ------- |
| - Roord 9' - Beerensteyn 68' | Chi tiết |         |

### Thụy Điển vs Hoa Kỳ
| Thụy Điển                                                              | 0–0      | Hoa Kỳ                                                         |
| ---------------------------------------------------------------------- | -------- | -------------------------------------------------------------- |
|                                                                        | Chi tiết |                                                                |
| Loạt sút luân lưu                                                      |          |                                                                |
| - Rolfö - Rubensson - Björn - Blomqvist - Bennison - Eriksson - Hurtig | 5–4      | - Sullivan - Horan - Mewis - Rapinoe - Smith - Naeher - O'Hara |

### Anh vs Nigeria
| Anh                                            | 0–0      | Nigeria                                   |
| ---------------------------------------------- | -------- | ----------------------------------------- |
|                                                | Chi tiết |                                           |
| Loạt sút luân lưu                              |          |                                           |
| - Stanway - England - Daly - Greenwood - Kelly | 4–2      | - Oparanozie - Alozie - Ajibade - Ucheibe |

| Anh | Nigeria |

| GK               | 1  | Mary Earps        |     |      |
| CB               | 16 | Jess Carter       |     |      |
| CB               | 6  | Millie Bright (c) |     |      |
| CB               | 5  | Alex Greenwood    |     |      |
| RWB              | 2  | Lucy Bronze       |     |      |
| LWB              | 9  | Rachel Daly       |     |      |
| CM               | 8  | Georgia Stanway   |     |      |
| CM               | 4  | Keira Walsh       |     | 120' |
| AM               | 7  | Lauren James      | 87' |      |
| CF               | 23 | Alessia Russo     |     | 88'  |
| CF               | 11 | Lauren Hemp       |     | 106' |
| Thay người:      |    |                   |     |      |
| FW               | 18 | Chloe Kelly       |     | 88'  |
| FW               | 19 | Bethany England   |     | 106' |
| MF               | 20 | Katie Zelem       |     | 120' |
| Huấn luyện viên: |    |                   |     |      |
| Sarina Wiegman   |    |                   |     |      |

| GK               | 16 | Chiamaka Nnadozie (c) |  |      |
| RB               | 22 | Michelle Alozie       |  |      |
| CB               | 3  | Osinachi Ohale        |  |      |
| CB               | 14 | Oluwatosin Demehin    |  |      |
| LB               | 2  | Ashleigh Plumptre     |  |      |
| CM               | 10 | Christy Ucheibe       |  |      |
| CM               | 18 | Halimatu Ayinde       |  | 91'  |
| RW               | 15 | Rasheedat Ajibade     |  |      |
| AM               | 7  | Toni Payne            |  | 114' |
| LW               | 6  | Ifeoma Onumonu        |  | 58'  |
| CF               | 12 | Uchenna Kanu          |  | 81'  |
| Thay người:      |    |                       |  |      |
| FW               | 8  | Asisat Oshoala        |  | 58'  |
| FW               | 17 | Francisca Ordega      |  | 81'  |
| MF               | 19 | Jennifer Echegini     |  | 91'  |
| FW               | 9  | Desire Oparanozie     |  | 114' |
| Huấn luyện viên: |    |                       |  |      |
| Randy Waldrum    |    |                       |  |      |

| Cầu thủ xuất sắc của trận đấu: Mary Earps (Anh) Trợ lý trọng tài: Shirley Perello (Honduras) Sandra Ramirez (México) Trọng tài thứ tư: Emikar Calderas Barrera (Venezuela) Trợ lý trọng tài dự bị: Migdalia Rodríguez Chirino (Venezuela) Trọng tài video: Armando Villarreal (Hoa Kỳ) Trợ lý trọng tài video: Drew Fischer (Canada) Trợ lý trọng tài video (việt vị): Felisha Mariscal (Hoa Kỳ) |

### Úc vs Đan Mạch
| Úc                     | 2–0      | Đan Mạch |
| ---------------------- | -------- | -------- |
| - Foord 29' - Raso 70' | Chi tiết |          |

### Colombia vs Jamaica
| Colombia   | 1–0      | Jamaica |
| ---------- | -------- | ------- |
| - Usme 51' | Chi tiết |         |

### Pháp vs Maroc
| Pháp                                        | 4–0      | Maroc |
| ------------------------------------------- | -------- | ----- |
| - Diani 15' - Dali 20' - Le Sommer 23', 70' | Chi tiết |       |

## Tứ kết

### Tây Ban Nha vs Hà Lan
| Tây Ban Nha                        | 2–1 (s.h.p.) | Hà Lan                |
| ---------------------------------- | ------------ | --------------------- |
| - Mariona 81' (ph.đ.) - Salma 111' | Chi tiết     | - Van der Gragt 90+1' |

| Tây Ban Nha | Hà Lan |

| GK               | 23 | Cata Coll           |     |      |
| RB               | 12 | Oihane Hernández    | 35' | 91'  |
| CB               | 4  | Irene Paredes       |     |      |
| CB               | 14 | Laia Codina         |     | 77'  |
| LB               | 2  | Ona Batlle          |     |      |
| DM               | 3  | Teresa Abelleira    |     |      |
| CM               | 6  | Aitana Bonmatí      |     | 87'  |
| CM               | 10 | Jennifer Hermoso    |     |      |
| RF               | 17 | Alba Redondo        |     | 71'  |
| CF               | 9  | Esther González (c) |     | 100' |
| LF               | 8  | Mariona Caldentey   |     | 100' |
| Thay người:      |    |                     |     |      |
| FW               | 18 | Salma Paralluelo    |     | 71'  |
| DF               | 5  | Ivana Andrés        |     | 77'  |
| MF               | 7  | Irene Guerrero      |     | 87'  |
| DF               | 19 | Olga Carmona        |     | 91'  |
| FW               | 11 | Alexia Putellas     |     | 100' |
| FW               | 15 | Eva Navarro         |     | 100' |
| Huấn luyện viên: |    |                     |     |      |
| Jorge Vilda      |    |                     |     |      |

| GK               | 1  | Daphne van Domselaar   |     |      |
| SW               | 3  | Stefanie van der Gragt |     | 106' |
| CB               | 8  | Sherida Spitse (c)     |     | 85'  |
| CB               | 20 | Dominique Janssen      |     |      |
| RM               | 17 | Victoria Pelova        |     |      |
| CM               | 6  | Jill Roord             |     | 61'  |
| CM               | 14 | Jackie Groenen         |     |      |
| CM               | 21 | Damaris Egurrola       | 61' | 96'  |
| LM               | 22 | Esmee Brugts           |     | 89'  |
| CF               | 7  | Lineth Beerensteyn     |     |      |
| CF               | 11 | Lieke Martens          |     |      |
| Thay người:      |    |                        |     |      |
| DF               | 2  | Lynn Wilms             |     | 61'  |
| FW               | 9  | Katja Snoeijs          |     | 85'  |
| DF               | 4  | Aniek Nouwen           |     | 89'  |
| DF               | 15 | Caitlin Dijkstra       |     | 96'  |
| MF               | 18 | Kerstin Casparij       |     | 106' |
| Huấn luyện viên: |    |                        |     |      |
| Andries Jonker   |    |                        |     |      |

| Cầu thủ xuất sắc của trận đấu: Salma Paralluelo (Tây Ban Nha) Trợ lý trọng tài: Manuela Nicolosi (Pháp) Elodie Coppola (Pháp) Trọng tài thứ tư: Maria Sole Ferrieri Caputi (Ý) Trợ lý trọng tài dự bị: Francesca Di Monte (Ý) Trọng tài video: Tatiana Guzmán (Nicaragua) Trợ lý trọng tài video: Marco Fritz (Đức) Trợ lý trọng tài video (việt vị): Ella De Vries (Bỉ) Trợ lý trọng tài video dự phòng: Abdulla Al-Marri (Qatar) Trợ lý video dự phòng trợ lý trọng tài: Adil Zourak (Maroc) |

### Nhật Bản vs Thụy Điển
| Nhật Bản     | 1–2      | Thụy Điển                              |
| ------------ | -------- | -------------------------------------- |
| - Honoka 87' | Chi tiết | - Ilestedt 32' - Angeldahl 51' (ph.đ.) |

| Nhật Bản | Thụy Điển |

| GK               | 1  | Yamashita Ayaka  |     |       |
| CB               | 12 | Takahashi Hana   |     | 90+2' |
| CB               | 4  | Kumagai Saki (c) |     |       |
| CB               | 3  | Minami Moeka     |     |       |
| RM               | 2  | Shimizu Risa     |     |       |
| CM               | 10 | Nagano Fuka      |     | 80'   |
| CM               | 14 | Hasegawa Yui     |     |       |
| LM               | 6  | Sugita Hina      |     | 46'   |
| LF               | 15 | Fujino Aoba      |     |       |
| CF               | 11 | Tanaka Mina      |     | 52'   |
| RF               | 7  | Miyazawa Hinata  |     | 80'   |
| Thay người:      |    |                  |     |       |
| MF               | 13 | Endo Jun         |     | 46'   |
| FW               | 9  | Ueki Riko        | 79' | 52'   |
| MF               | 16 | Hayashi Honoka   |     | 80'   |
| DF               | 17 | Seike Kiko       |     | 80'   |
| FW               | 20 | Hamano Maika     |     | 90+2' |
| Huấn luyện viên: |    |                  |     |       |
| Ikeda Futoshi    |    |                  |     |       |

| GK                | 1  | Zećira Mušović          |  |     |
| RB                | 14 | Nathalie Björn          |  |     |
| CB                | 13 | Amanda Ilestedt         |  |     |
| CB                | 6  | Magdalena Eriksson      |  |     |
| LB                | 2  | Jonna Andersson         |  |     |
| CM                | 16 | Filippa Angeldahl       |  |     |
| CM                | 23 | Elin Rubensson          |  | 84' |
| RW                | 19 | Johanna Rytting Kaneryd |  | 84' |
| AM                | 9  | Kosovare Asllani (c)    |  | 73' |
| LW                | 18 | Fridolina Rolfö         |  | 73' |
| CF                | 11 | Stina Blackstenius      |  |     |
| Thay người:       |    |                         |  |     |
| FW                | 7  | Madelen Janogy          |  | 73' |
| FW                | 8  | Lina Hurtig             |  | 73' |
| FW                | 10 | Sofia Jakobsson         |  | 84' |
| MF                | 20 | Hanna Bennison          |  | 84' |
| Huấn luyện viên:  |    |                         |  |     |
| Peter Gerhardsson |    |                         |  |     |

| Cầu thủ xuất sắc của trận đấu: Amanda Ilestedt (Thụy Điển) Trợ lý trọng tài: Katrin Rafalski (Đức) Susanne Küng (Thụy Sĩ) Trọng tài thứ tư: Katia García (México) Trợ lý trọng tài dự bị: Karen Diaz Medina (México) Trọng tài video: Massimiliano Irrati (Ý) Trợ lý trọng tài video: Drew Fischer (Canada) Trợ lý trọng tài video (việt vị): Neuza Back (Brasil) Trợ lý trọng tài video dự phòng: Salomé di Iorio (Argentina) Trợ lý video dự phòng trợ lý trọng tài: Daiane Muniz dos Santos (Brasil) |

### Úc vs Pháp
| Úc                                                                                   | 0–0      | Pháp                                                                                         |
| ------------------------------------------------------------------------------------ | -------- | -------------------------------------------------------------------------------------------- |
|                                                                                      | Chi tiết |                                                                                              |
| Loạt sút luân lưu                                                                    |          |                                                                                              |
| - Foord - Catley - Kerr - Fowler - Arnold - Gorry - Yallop - Carpenter - Hunt - Vine | 7–6      | - Bacha - Diani - Renard - Le Sommer - Périsset - Geyoro - Karchaoui - Lakrar - Dali - Bècho |

### Anh vs Colombia
| Anh                      | 2–1      | Colombia     |
| ------------------------ | -------- | ------------ |
| - Hemp 45+7' - Russo 63' | Chi tiết | - Santos 44' |

## Bán kết

### Tây Ban Nha vs Thụy Điển
| Tây Ban Nha            | 2–1      | Thụy Điển       |
| ---------------------- | -------- | --------------- |
| - Salma 81' - Olga 89' | Chi tiết | - Blomqvist 88' |

### Úc vs Anh
| Úc         | 1–3      | Anh                                |
| ---------- | -------- | ---------------------------------- |
| - Kerr 63' | Chi tiết | - Toone 36' - Hemp 71' - Russo 86' |

## Trận tranh hạng ba
| Thụy Điển                         | 2–0      | Úc |
| --------------------------------- | -------- | -- |
| - Rolfö 30' (ph.đ.) - Asllani 62' | Chi tiết |    |

## Chung kết
| Tây Ban Nha | 1–0      | Anh |
| ----------- | -------- | --- |
| - Olga 29'  | Chi tiết |     |